# Ispidina
Ispidina Kaup, 1848 è un genere di piccoli martin pescatori africani insettivori, appartenenti al gruppo dei martin pescatori fluviali.
Il genere fu introdotto dal naturalista tedesco Johann Jakob Kaup nel 1848, con il martin pescatore pigmeo africano (Ispidina picta) come specie tipo. Il genere Ispidina è il gruppo fratello del genere Corythornis, che comprende quattro piccoli martin pescatori africani.

## Specie
Le due specie del genere sono:
| Genere Ispidina Kaup, 1848 - 2 specie | Genere Ispidina Kaup, 1848 - 2 specie | Genere Ispidina Kaup, 1848 - 2 specie | Genere Ispidina Kaup, 1848 - 2 specie |
| Nome comune                           | Nome scientifico e sottospecie | Distribuzione                         | Stato di conservazione                |
| ------------------------------------- | --- | ------------------------------------- | ------------------------------------- |
| Martin pescatore pigmeo africano      | Ispidina picta (Boddaert, 1783) Tre sottospecie: • I. p. picta (Boddaert, 1783) • I. p. ferrugina Clancey, 1984 • I. p. natalensis (A. Smith, 1832) | Africa subsahariana                   |                                       |
| Martin pescatore nano africano        | Ispidina lecontei (Cassin, 1856) Due sottospecie: • I. l. ruficeps Hartlaub, 1857 • I. l. lecontei Cassin, 1856                                     | Africa subsahariana                   |                                       |

Questi piccoli martin pescatori, molto simili tra loro, possono essere distinti grazie alla corona blu del martin pescatore pigmeo africano. Presentano inoltre preferenze di habitat differenti e i loro areali si sovrappongono solo in minima parte. Il martin pescatore nano africano, leggermente più piccolo, si trova nelle foreste pluviali tropicali, mentre il martin pescatore pigmeo africano vive nelle boscaglie erbose e asciutte.